# Dottenijs
Dottenijs (Frans: Dottignies) is een plaats in de Belgische provincie Henegouwen en een deelgemeente van de  Waalse stad Moeskroen. Het dorp ligt ruim vijf kilometer ten zuidoosten van Moeskroen-centrum.

## Geschiedenis
Bij het vastleggen van de taalgrens in 1963 werd Dottenijs ingedeeld als Franstalig met taalfaciliteiten voor de Nederlandstalige minderheid, als gevolg hiervan werd de toen nog zelfstandige gemeente van de provincie West-Vlaanderen overgeheveld naar Henegouwen.

## Demografische ontwikkeling
- Bronnen:NIS, Opm:1831 tot en met 1970=volkstellingen

## Resultaten van detalentellingin Dottenijs
Gekende talen
|      | Aantal   | Aantal  | Aantal   | Aantal  | Aantal   | Aantal  | Aantal       | Aantal       | Aandeel  | Aandeel | Aandeel  | Aandeel | Aandeel  | Aandeel | Aandeel      |
| Jaar | enkel nl | fr & nl | enkel fr | de & fr | enkel de | de & nl | de & fr & nl | enkel andere | enkel nl | fr & nl | enkel fr | de & fr | enkel de | de & nl | de & fr & nl |
| ---- | -------- | ------- | -------- | ------- | -------- | ------- | ------------ | ------------ | -------- | ------- | -------- | ------- | -------- | ------- | ------------ |
| 1846 | 367      |         | 3.628    |         | 0        |         |              |              | 9,2%     |         | 90,8%    |         | 0,0%     |         |              |
| 1866 | 239      | 762     | 3.012    | 0       | 0        | 0       | 0            | 0            | 6,0%     | 19,0%   | 75,1%    | 0,0%    | 0,0%     | 0,0%    | 0,0%         |
| 1880 | 279      | 385     | 3.265    | 0       | 0        | 0       | 0            | 0            | 7,1%     | 9,8%    | 83,1%    | 0,0%    | 0,0%     | 0,0%    | 0,0%         |
| 1890 | 243      | 1.143   | 2.674    | 0       | 0        | 0       | 2            | 3            | 6,0%     | 28,1%   | 65,8%    | 0,0%    | 0,0%     | 0,0%    | 0,0%         |
| 1900 | 566      | 1.224   | 2.489    | 1       | 0        | 0       | 5            | 185          | 13,2%    | 28,6%   | 58,1%    | 0,0%    | 0,0%     | 0,0%    | 0,1%         |
| 1910 | 637      | 1.688   | 2.634    | 0       | 0        | 1       | 7            | 236          | 12,8%    | 34,0%   | 53,0%    | 0,0%    | 0,0%     | 0,0%    | 0,1%         |
| 1920 | 425      | 1.428   | 2.929    | 1       | 0        | 0       | 5            | 218          | 8,9%     | 29,8%   | 61,2%    | 0,0%    | 0,0%     | 0,0%    | 0,1%         |
| 1930 | 454      | 1.781   | 3.041    | 3       | 0        | 1       | 5            | 222          | 8,6%     | 33,7%   | 57,5%    | 0,1%    | 0,0%     | 0,0%    | 0,1%         |
| 1947 | 286      | 2.093   | 3.322    | 3       | 1        | 1       | 42           | 184          | 5,0%     | 36,4%   | 57,8%    | 0,1%    | 0,0%     | 0,0%    | 0,7%         |

Taal die meestal of uitsluitend gesproken wordt.
|      | Aantal | Aantal | Aantal | Aandeel | Aandeel | Aandeel |
| Jaar | nl     | fr     | de     | nl      | fr      | de      |
| ---- | ------ | ------ | ------ | ------- | ------- | ------- |
| 1910 | 1.168  | 3.799  | 0      | 23,5%   | 76,5%   | 0,0%    |
| 1920 | 917    | 3.871  | 0      | 19,2%   | 80,8%   | 0,0%    |
| 1930 | 1.066  | 4.219  | 0      | 20,2%   | 79,8%   | 0,0%    |
| 1947 | 714    | 5.030  | 1      | 12,4%   | 87,6%   | 0,0%    |

## Bezienswaardigheden

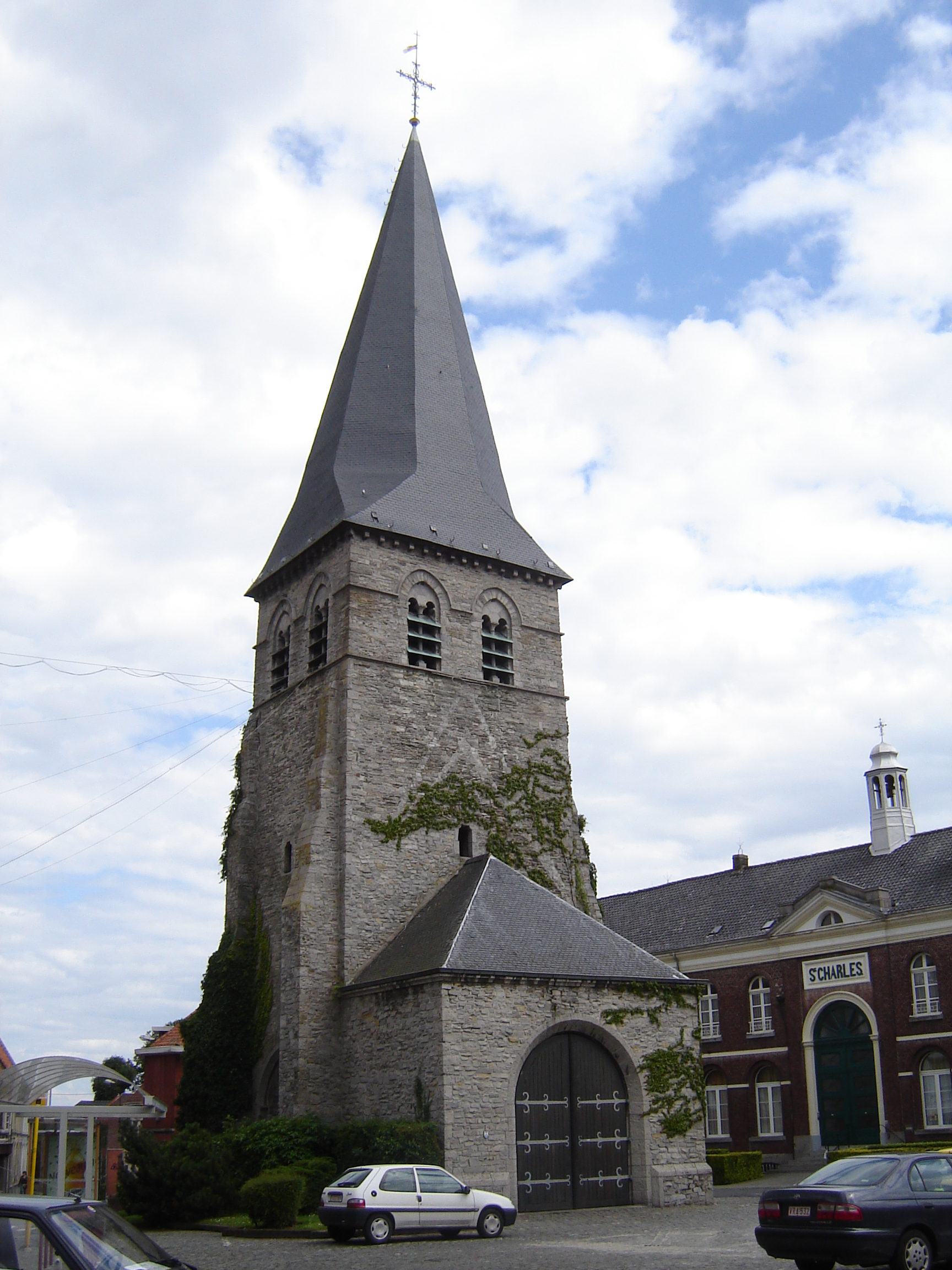
Toren oude parochiekerk. Beschermd erfgoed sinds 20/02/1939

- Van de vroegere Sint-Leodegariuskerk blijft nog de romaanse toren over. De oorspronkelijke kerk werd reeds op het einde van de twaalfde eeuw opgetrokken. Het koor werd in de 19de eeuw vergroot; maar in 1913 werd de kerk afgebroken, op de toren na. De toren is gebouwd in kalksteen.
- De nieuwe parochiekerk, Sint-Leodegariuskerk (Église Saint-Léger) is een neogotische kerk, gebouwd tussen 1910 en 1913.
- Op de gemeentelijke begraafplaats liggen 24 Britse gesneuvelden uit de Eerste Wereldoorlog. Zij staan bij de Commonwealth War Graves Commission geregistreerd onder Dottignies Communal Cemetery.

## Natuur en landschap
Dottignies ligt juist ten zuiden van de taalgrens. De plaats kent veel infrastructuur zoals de autoweg E 403 en bedrijventerreinen. Ten noorden van Dottignies loopt de Grote Spiere (Grande Espierres) in oostelijke richting naar de Schelde. De hoogte bedraagt ongeveer 22 meter.

## Sport
- In het begin van de 21ste eeuw (tot 2013) werd in het begin van het veldritseizoen een wedstrijd in de 1ste categorie gereden, de GP Région Wallonne.
- Voetbalclub Dottignies Sport is aangesloten bij de Belgische Voetbalbond. De club trad een tijdje aan in de nationale reeksen.
- Vanaf 2002 wordt er jaarlijks de wielerwedstrijd Grand Prix de Dottignies verreden.

## Geboren in Dottenijs
- François Joseph Du Bus (1757 - 1835), landeigenaar, jurist, politicus en lid van de Algemene Rekenkamer
- Leonard du Bus de Gisignies (1780 - Oostmalle, 1849), politicus, gouverneur-generaal van Nederlands-Indië (1825-1830).
- Gilbert Mullie (1876 - 1962), bestuurder, veearts en politicus
- Maurice Schot (1896 - 1979), volksvertegenwoordiger en senator

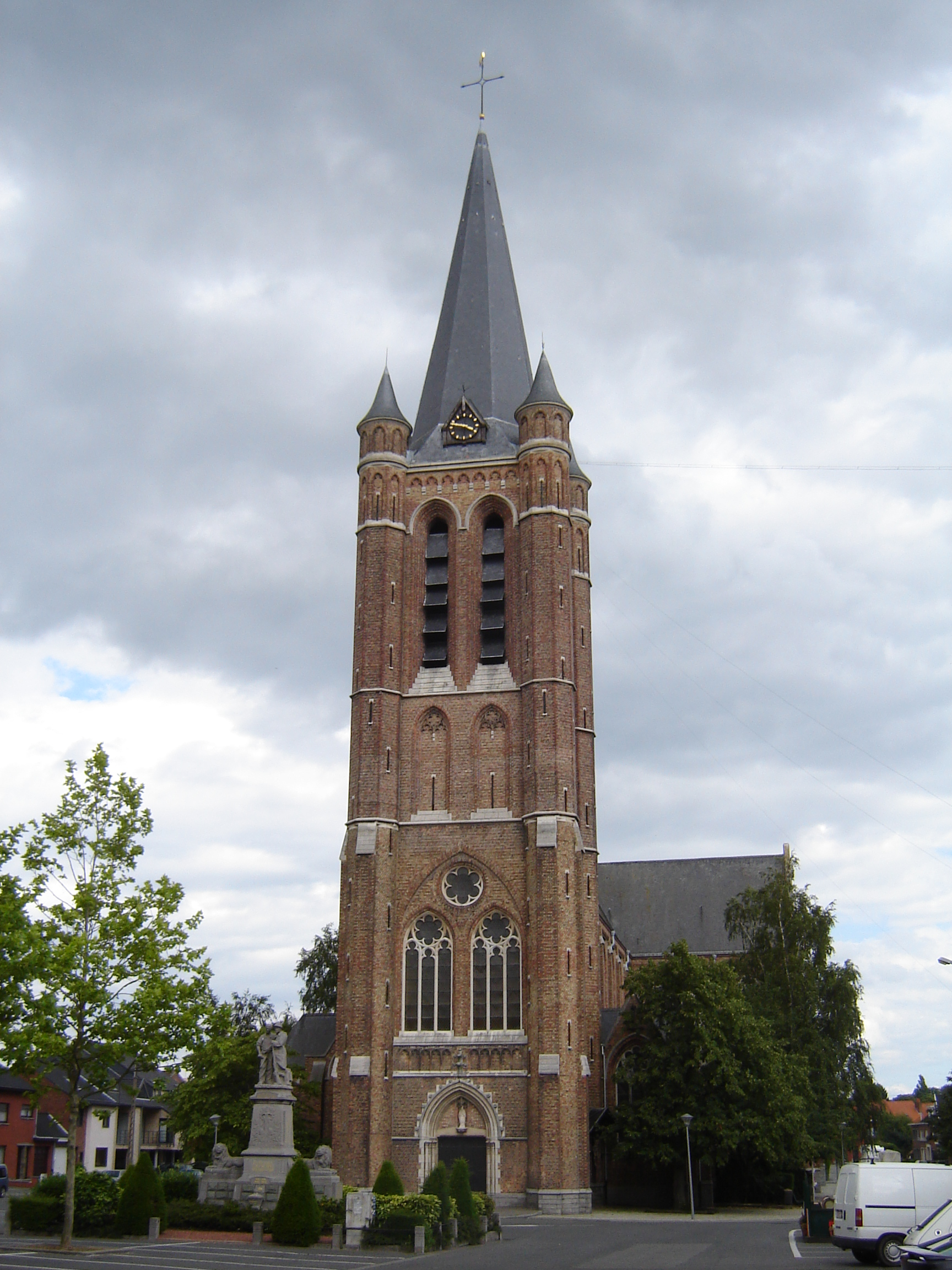
De Sint-Legierskerk in Dottenijs

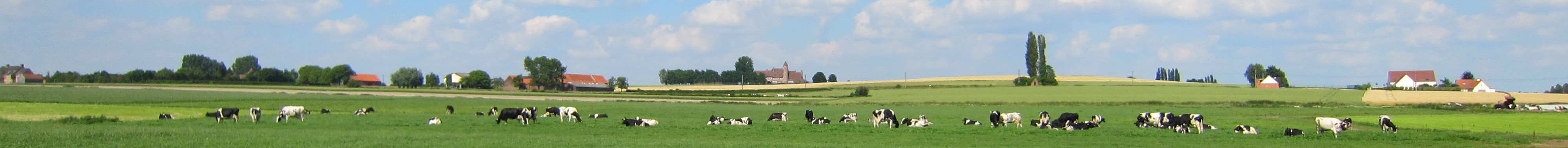
Panoramafoto van Dottenijs

## Nabijgelegen kernen
Tombroek, Luingne, Kooigem, Spiere, Saint-Léger, Évregnies
Deelgemeenten: Moeskroen · Dottenijs · Herzeeuw · Lowingen

Overige kernen: Herzeeuw-Station · La Coquinie · Les Ballons · Mont-à-Leux · Risquons-Tout · Petit-Audenaerde

Belgische gemeenten · arrondissement Doornik-Moeskroen · Henegouwen · Wallonië